# 屠勳
屠勳（1448年—1516年），字元勳，號東湖，浙江嘉兴府平湖县人，軍籍。明朝政治人物。

## 生平
祖籍河南，因二世祖屠宗一迁居平湖，遂入籍。成化元年（1465年）舉乙酉科浙江鄉試，成化五年（1469年），登己丑科二甲六十四名進士，授工部都水主事，分司清江浦，督修造运河船只。考满，改刑部，歷刑部员外郎、郎中。二十年甲辰升南京大理寺丞，弘治四年（1491年）五月，升為大理寺左少卿，平定漳州溫文進民變。七年升遷都察院右副都御史、巡撫順天，整飭薊州邊防，十年入为刑部右侍郎，丁内艰，起复改左副都御史，复侍郎，十八年升右都御史。
明武宗即位后，正德二年（1507年）進刑部尚書，与吏部尚书堂兄屠滽，甬上屠氏的七世，同朝为官，三年二月因疾致仕，加太子太保，賜麒麟服，馳驿歸鄉。正德丙子卒，年六十九，謚康僖。

## 著作
撰有《太和堂集》六卷，收錄于《四庫總目》。

## 家族
曾祖屠澤民。祖父屠湘。父屠禨。母陸氏。具庆下。兄屠焕、屠熙、屠煦。弟屠烱、屠煉、屠燿。生六子：屠應塤、屠應坤、屠應圻、屠應坊、屠應埈、屠應埏。